# لاندا سنگتراش
لاندا سنگتراش یک ستاره است که در صورت فلکی سنگتراش قرار دارد.